# 5. zračnoprevozni bataljon (Južni Vietnam)
5. zračnoprevozni bataljon (vietnamsko 5. Tieu-Doan Nhuy-Du; kratica 5. TDND) je bila padalska enota Armade Republike Vietnam.

## Zgodovina
Bataljon je bil ustanovljen s preoblikovanjem bivšega 5. bataljona vietnamskih padalcev; ob tem je bil dodeljen Zračnoprevozni skupini.
3. avgusta 1965 je bataljon opravil letalski desant v obkoljeni Duc Co.
Bataljon je med decembrom 1966 in decembrom 1967 sodeloval v operaciji Fairfax v provinci Gia Dinh.

## Organizacija
- štab
- podporna četa
- 1. strelska četa
- 2. strelska četa
- 3. strelska četa
- 4. strelska četa